# Еловяне
Еловяне (также Еловьяне; макед. Jelovjane, алб. Jellovjani) — село в северо-западной части Македонии. Входит в состав общины Боговинье Положского региона.

## Общие сведения

Этнический состав населения общины Боговинье

Численность населения по данным на 2002 год — 599 человек (из них мужчин — 308, женщин — 291) — 2,07 % от населения общины Боговинье.
Население Еловяне по этнической принадлежности:
- турки — 539 человек;
- албанцы — 40 человек;
- боснийцы — 8 человек;
- македонцы — 5 человек;
- представители других национальностей — 7 человек.

В качестве родного языка во время переписи 2002 года жители Еловяне указали турецкий (512 человек), македонский (48 человек), албанский (30 человек), сербский (2 человека) и боснийский (2 человека), другой язык (помимо турецкого, албанского, македонского, сербского, боснийского, аромунского и цыганского) указали 5 человек.
Еловяне — одно из двух горанских сёл Македонии наряду с селом Урвич.
Часть жителей села Еловяне являются представителями исламизированной южнославянской этнической группы горанцев, по-видимому, во время переписи жители села указали своей национальностью преимущественно турецкую, так как стали идентифицировать себя как турок. Подавляющее большинство населения села Еловяне — мусульмане (597 человек), 2 человека — православные.

## Географическое положение
Село Еловяне расположено на восточных склонах горного массива Шар-Планина в исторической области Полог. Высота села над уровнем моря — 810 метров. От центра общины — села Боговинье — находится в 4,1 километра. Ближе всего к селу Еловяне размещены населённые пункты Верхнее Палчиште, Нижнее Палчиште, Новаке, Каменяне, Синичане, Урвич, Сельце Кеч и Ново-Село. Село Верхнее Палчиште расположено в 3 км к северо-востоку, Нижнее Палчиште — в 3,4 км к северо-востоку, Новаке — в 1,5 км к востоку, Каменяне — в 3 км к юго-востоку, Синичане — в 3,3 км к юго-востоку, Урвич — в 1,2 км к югу, Сельце Кеч — в 2,8 км к юго-западу и Ново-Село — в 3,2 км к юго-западу от Еловяне.

## История
Согласно данным, приведённым болгарским учёным Василом Кынчевым в его исследовании «Македония. Етнография и статистика» 1900 года, в селе Еловяне насчитывалось 950 жителей, по национальной (и языковой) принадлежности — болгары, по вероисповеданию — мусульмане (на рубеже XIX—XX веков славяноязычное население Македонии рассматривалось как часть болгарского народа).
По данным А. М. Селищева, опубликованным в работе 1929 года «Полог и его болгарское население. Исторические, этнографические и диалектологические очерки северо-западной Македонии», село Еловяне было населено болгарами, в селе насчитывался 141 дом при 725 жителях, в диалектном и этнографическом плане А. М. Селищев включил село в область Нижний Полог (Дольный Полог).